# Полет 801 на „Кориън Еър“
Полет 801 на „Кориън Еър“ е редовен международен пътнически полет, изпълняван от „Кориън Еър“, от международното летище „Гимпо“, Сеул до международното летище „Антонио Б. Уон Пат“, Гуам. На 6 август 1997 г. „Боинг 747-3B5“, който изпълнява полета, се разбива на връх Биджия, южно от хълма Нимиц в Асан-Майна, Гуам, по време на подход към международното летище „Антонио Б. Уон Пат“ на територията на Гуам на Съединените американски щати, като по този нанчин убива 229 от 254 души на борда.
Спасителните дейности са затруднени от времето, терена и други проблеми, докато колите на спешна помощ не могат да приближат, тъй като горивопровод, разрушен от катастрофата, блокира пътя. Корпусът на самолета е разрушен на много части и реактивното гориво в резервоарите на крилата предизвиква пожар, който гори осем часа след удара.
Националният съвет за безопасност на транспорта цитира лошата комуникация между екипажа на полета като вероятна причина за този инцидент, заедно с лошото вземане на решение от страна на капитана относно непрецизния подход. Това остава най-смъртоносното авиационно бедствие в Съединените американски щати и техните територии, което има оцелели, също и единственият фатален инцидент с вариант на „Боинг 747-300“.